# Palais du Rhin
Le palais du Rhin, ancien palais impérial, se situe à Strasbourg sur la place de la République qu’il domine de son imposante coupole. Avec le grand jardin qui l’entoure (lui-même ceint de grilles en fer forgé très ornées) et les anciennes écuries situées derrière le bâtiment, il forme l’un des ensembles les plus complets et les plus emblématiques de l'architecture allemande de la fin du XIXe siècle. 
Le palais abrite aujourd'hui le siège commission centrale pour la navigation du Rhin, et ce depuis 1920. Il a connu plusieurs fonctions différentes au cours de son histoire: à la base résidence officielle de l'empereur allemand, il fut également hôpital militaire, Kommandatur des nazis puis quartier-général de Leclerc. 
Cet édifice s'inscrit dans le vaste projet de réaménagement urbain entrepris à la fin du XIXe siècle, après le rattachement de l'Alsace-Lorraine par l'Empire allemand.

## Architecture

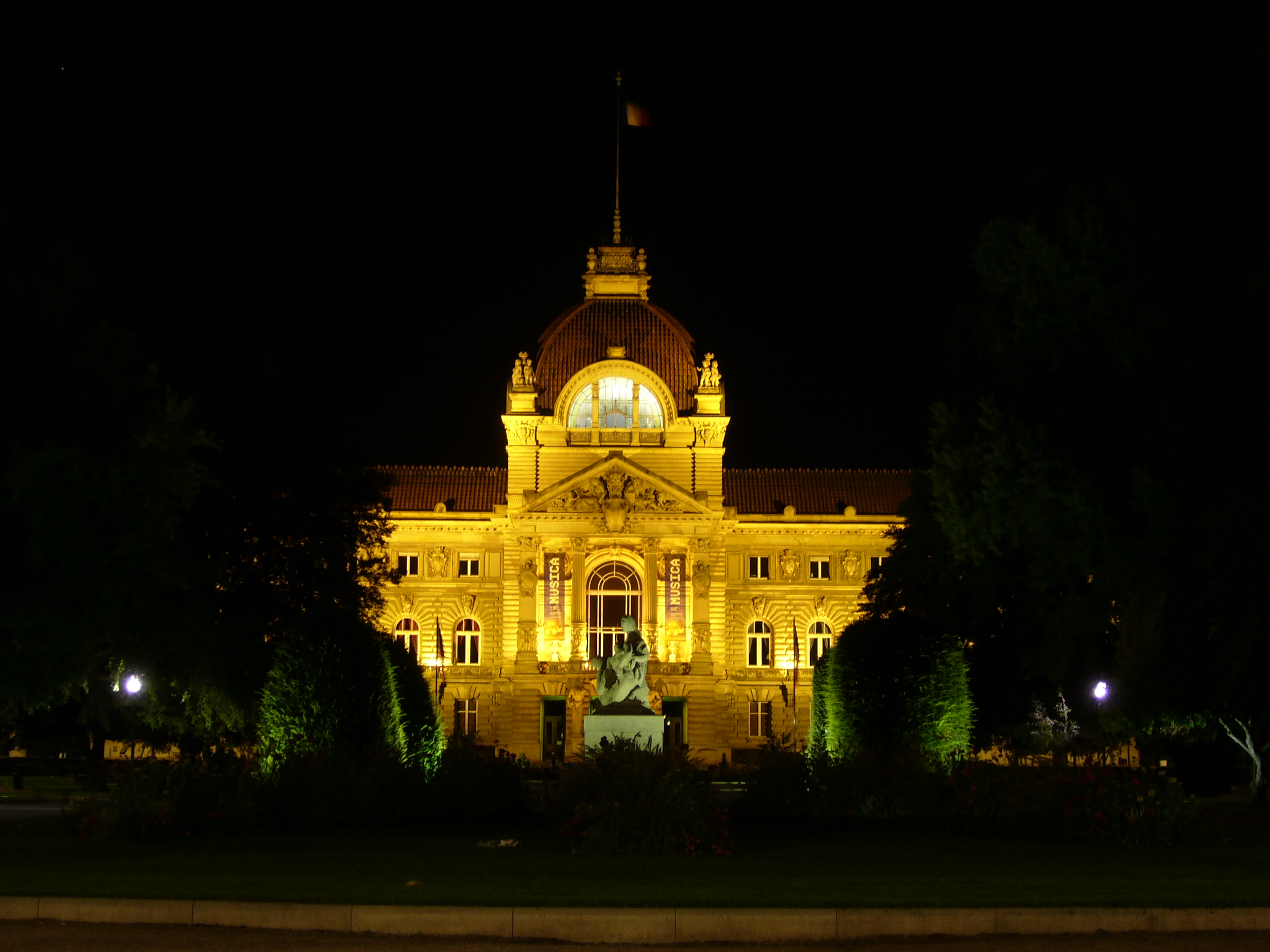
De nuit de nos jours.

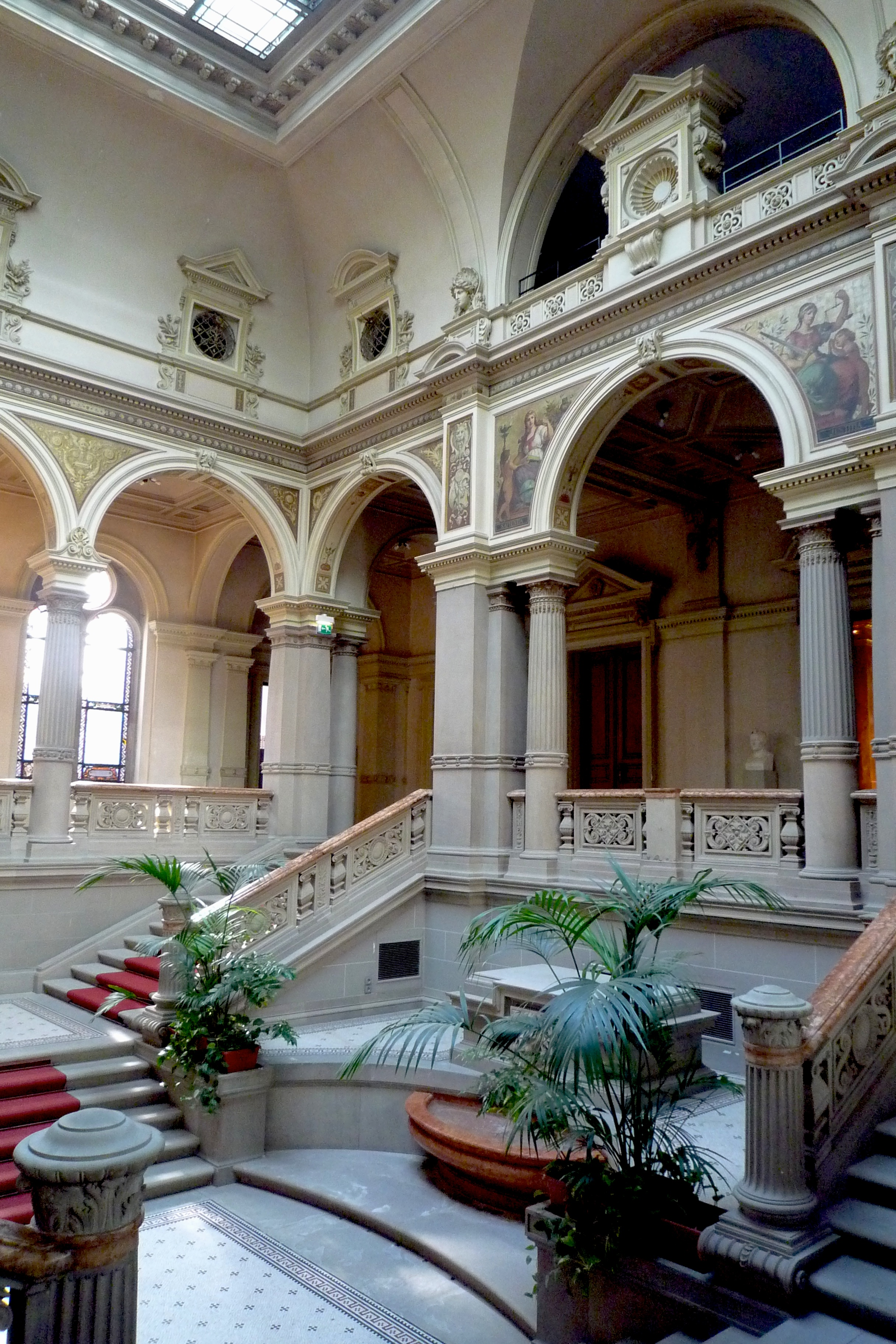
Le grand escalier.

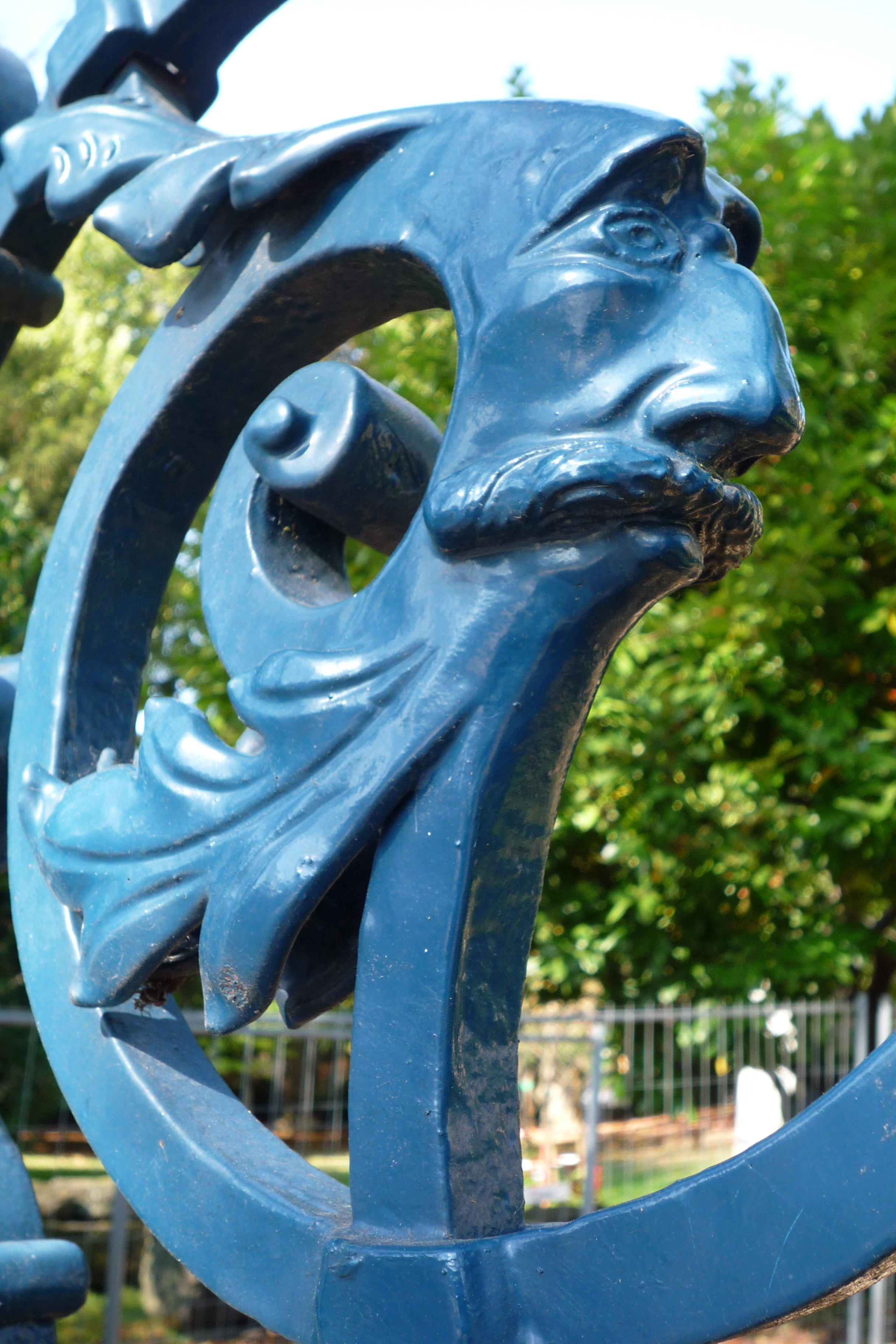
Décor de ferronnerie caricaturant Guillaume II de Hohenzollern.

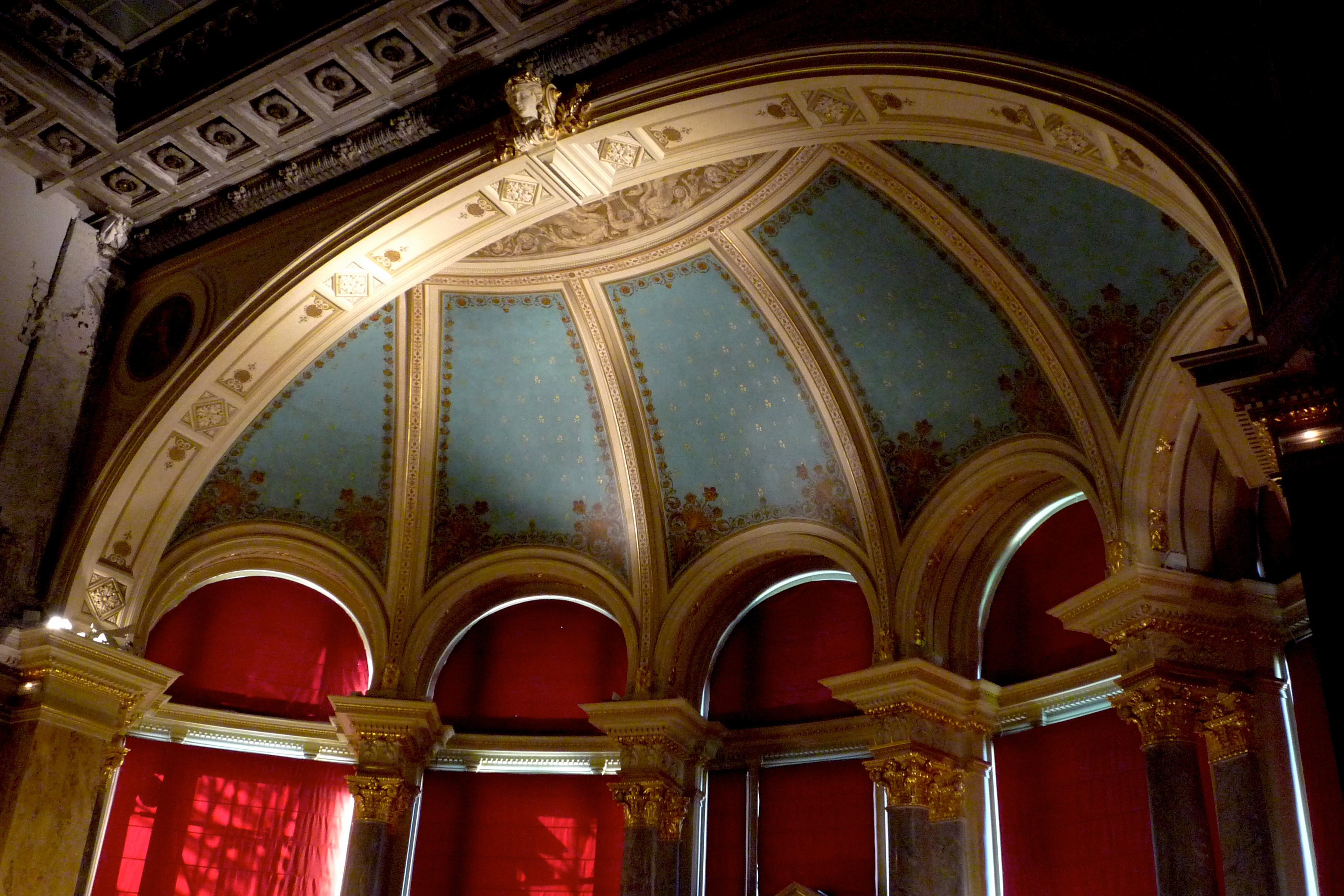
Le plafond de la salle des fêtes partiellement restauré.

Quadrilatère à trois niveaux conçu par Hermann Eggert entre 1883 et 1888, le Palais de l'Empereur était destiné à signifier l’implantation définitive, par la pierre, du IIe Reich allemand dans l’Alsace conquise.
L'ensemble architectural, imposant par son ampleur, affiche un style néo-renaissance germanique de très belle facture (statuaire, bossages, loggia et fronton).
Une partie de la décoration intérieure a été reconstituée. L'escalier monumental est sans conteste l'une des plus belles œuvres architecturales du palais.
Au rez-de-chaussée, le hall d'entrée s'ouvre sur deux vestibules latéraux surélevés conduisant aux doubles appartements réservés, à l'origine, à un couple princier, au sud, et à un hôte de marque, au nord.
Le décor du salon de l'impératrice, d'esprit rococo, se démarque résolument de l'inspiration Renaissance qui a présidé à la décoration intérieure. Le plafond peint, les portes blanches rechampies surmontées de panneaux peints et la cheminée en marbre blanc confèrent à l'ensemble une atmosphère chaleureuse et gaie qui contraste avec les autres pièces du palais. Les murs tendus de soie bleu pâle devaient renforcer l'impression d'écrin.
L'aile ouest était consacrée aux espaces de réception qui comprenaient notamment une salle des fêtes, une salle à manger pouvant accueillir des dîners de 350 couverts et une salle de réunion. La liaison entre ces différents espaces se faisait par des galeries de circulation et des escaliers secondaires.
L'étage-attique abritait les appartements de la suite impériale ainsi que les chambres de la domesticité. Dans le sous-sol, en plus du garde-manger et des cuisines, se trouvait la chaufferie pour le chauffage à air pulsé et l'eau des différentes salles de bain. Le palais était éclairé au gaz jusqu'en 1902 quand l'électricité fut installée.
Un discret décor de ferronnerie sur les grilles du parc du Palais du Rhin caricature l’Empereur Guillaume II de Hohenzollern.
La façade du Palais du Rhin donne à l'est sur la place de la République, l'ancienne place impériale. Ce grand jardin circulaire participe à la mise en valeur du palais qui, sur ses trois autres côtés, est encadré d'un petit parc arboré, clôturé par de hautes grilles en fer forgé. Les haies étagées, de forme libre, sont composées de lauriers et d'aucubas, d'ifs et de marronniers. Quatre portails gouvernent les deux allées tournantes qui permettaient aux attelages d'accéder aux escaliers latéraux. Des chemins en courbes et contre-courbes dessinent les parterres de gazon dans lesquels s'élèvent quelques beaux arbres centenaires : platane, hêtre pourpre, érable, tilleul, pin sylvestre, cyprès, tulipier de Virginie, ginkgo biloba…
Le parc abrite par ailleurs une collection archéologique : une vingtaine de sarcophages et des éléments de monuments antiques provenant de la nécropole de Strasbourg. En 1997, il a également accueilli l'ancienne porte en fer forgé de la préfecture. Dans le parterre nord est installée une voluptueuse sculpture de René Hetzel et dans le parterre sud, l'échelle céleste en granit blanc d'Annie Greiner, hommage au philosophe tchèque Jan Patocka.

## Histoire

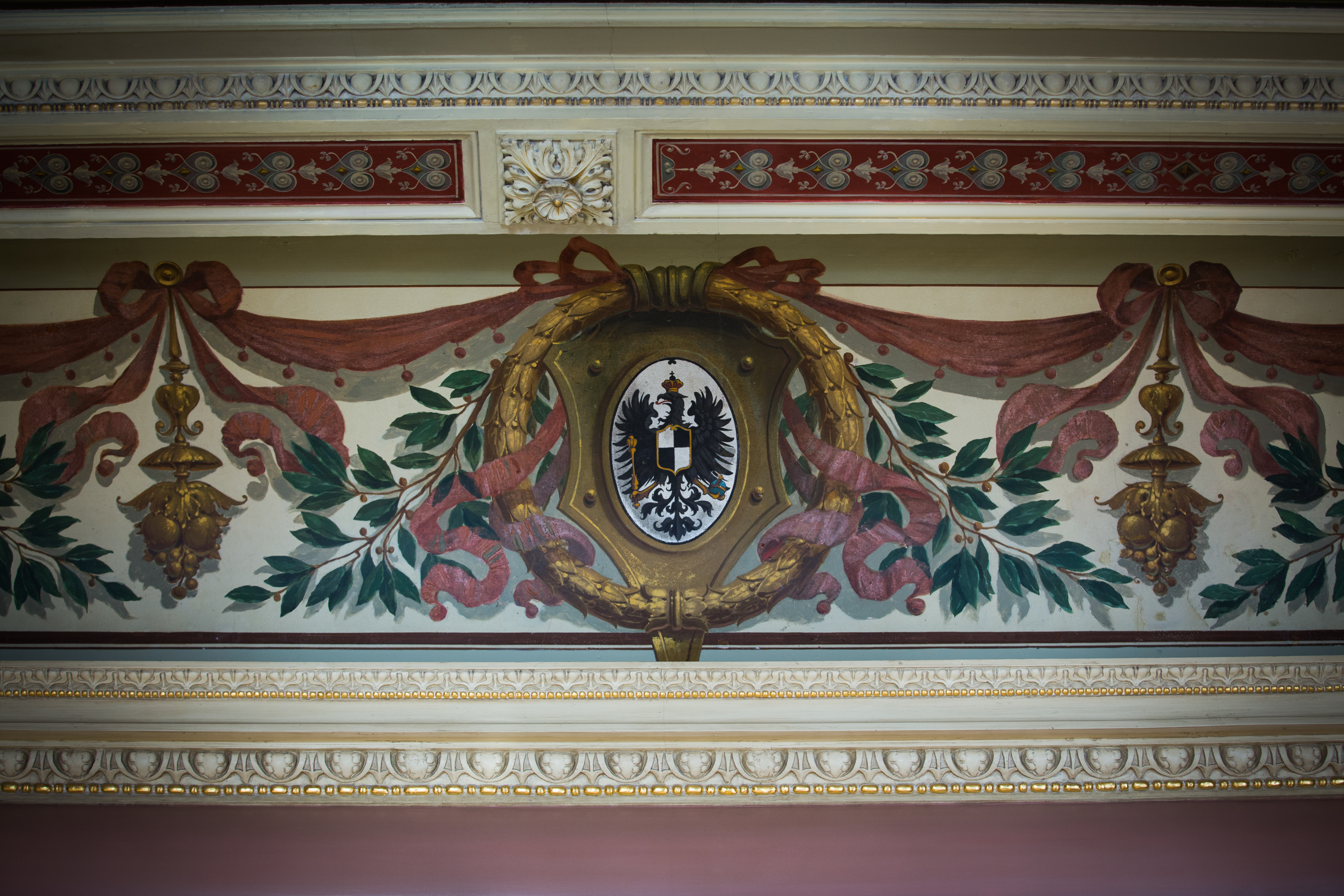
Frise du salon de l'Empereur figurant l'aigle des empereurs d'Allemagne.

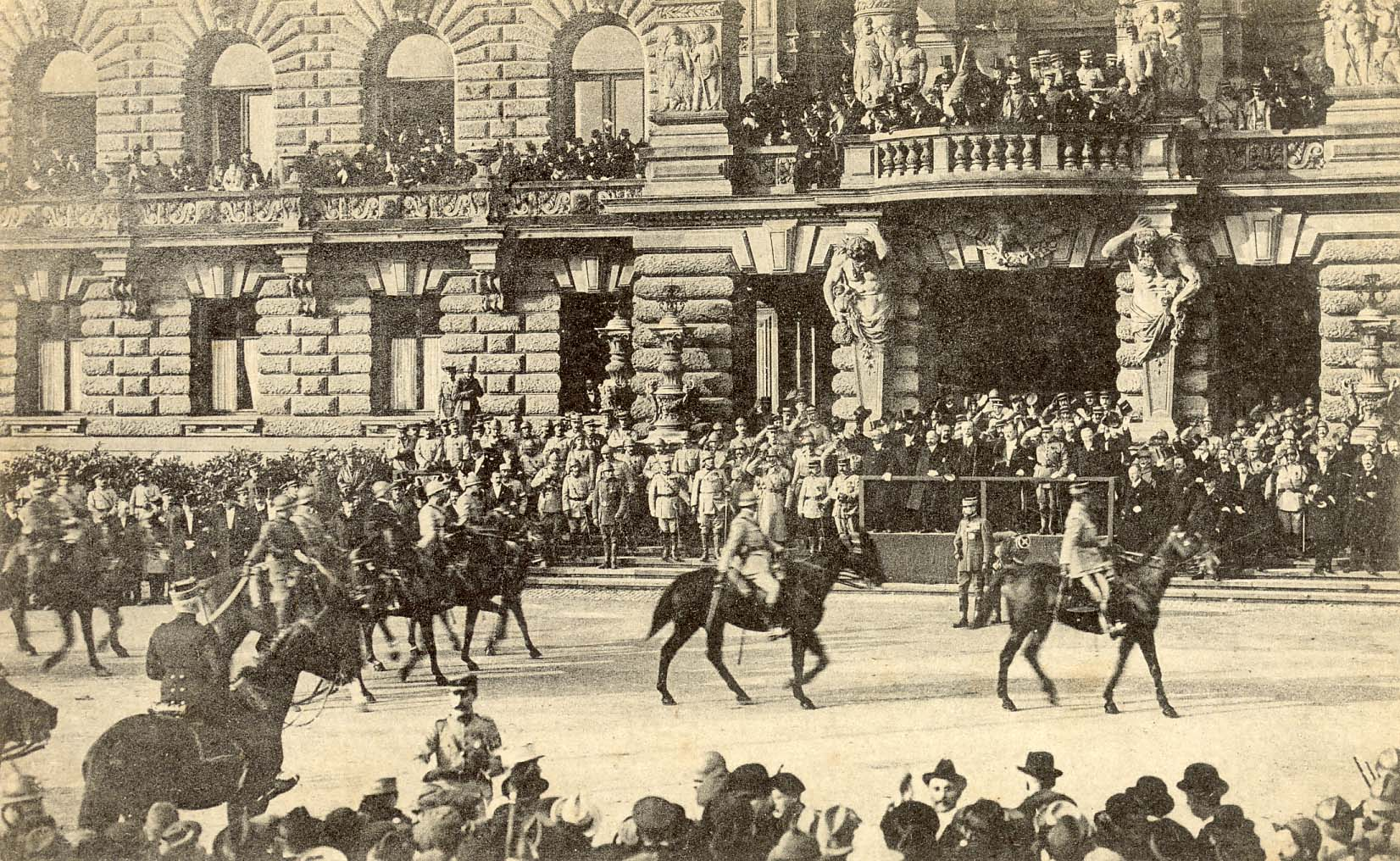
Défilé de la française le 22 novembre 1918.

À la suite de la guerre de 1870, Strasbourg, à nouveau allemande, se pose rapidement la question de l'accueil de l'Empereur. Se voulant le symbole de la puissance impériale, un bâtiment digne de la magnificence du souverain s'impose. Après de longs et houleux débats, le choix est fixé sur un édifice carré, de style néo-Renaissance, librement inspiré du Palais Pitti de Florence.
Les travaux débutent en l'honneur du 87e anniversaire de l'Empereur Guillaume Ier de Hohenzollern et mettront près de cinq ans avant d'être totalement achevés. Durant toute la durée du chantier, de nombreuses voix s'élèveront pour critiquer la nécessité et l'utilisation du bâtiment, son apparence « massive et éléphantesque » selon l'empereur Guillaume Ier de Hohenzollern ou encore son prix exorbitant (3 millions de marks or).
Inauguré par Guillaume II de Hohenzollern en août 1889, le palais accueillera l'Empereur à une dizaine de reprises jusqu'en 1914.
Pendant la Première Guerre mondiale, l'édifice est reconverti en hôpital militaire. Le bâtiment adopte son nom actuel en 1920, lors de l'emménagement dans ses murs de la plus ancienne des institutions européennes : la commission centrale pour la navigation du Rhin.
En 1923, le palais passe aux mains de l'État français et accueille le service des Beaux-Arts et le mobilier national d'Alsace-Lorraine.
Transformé en Kommandantur par les nazis au cours de la Seconde Guerre mondiale et endommagé par un bombardement, l'édifice est repris par les troupes du général Leclerc qui le transforme en quartier général. C'est là que le futur maréchal rédige sa « proclamation annonçant la réalisation du serment de Koufra ».
Menacé de destruction dans les années cinquante par la municipalité, il devait être remplacé par une tour. Il est sauvé grâce à l’action de l’association des « Amis du Vieux Strasbourg » créée à cette occasion. Le palais est classé monument historique depuis 1993. Il accueille désormais, en plus de la commission centrale pour la navigation du Rhin, la Direction régionale des Affaires culturelles (DRAC). Les écuries du palais sont, elles, classées monument historique en 2009.